# Ruslan Pukov
Ruslan Olegovich Pukov (tiếng Nga: Руслан Олегович Пуков; sinh ngày 31 tháng 12 năm 1996) là một cầu thủ bóng đá người Nga. Anh thi đấu cho F.K. Torpedo Vladimir.

## Sự nghiệp câu lạc bộ
Anh có màn ra mắt tại Giải bóng đá chuyên nghiệp quốc gia Nga cho F.K. Torpedo Vladimir vào ngày 20 tháng 7 năm 2015 trong trận đấu với FC Tekstilshchik Ivanovo.